# Wilhelm Hasemann
Wilhelm Hasemann (Mühlberg, 16 septembre 1850 – Gutach, 28 novembre 1913) est un peintre de genre et de paysages et illustrateur prussien surtout actif dans la Forêt-Noire.

## Vie et carrière

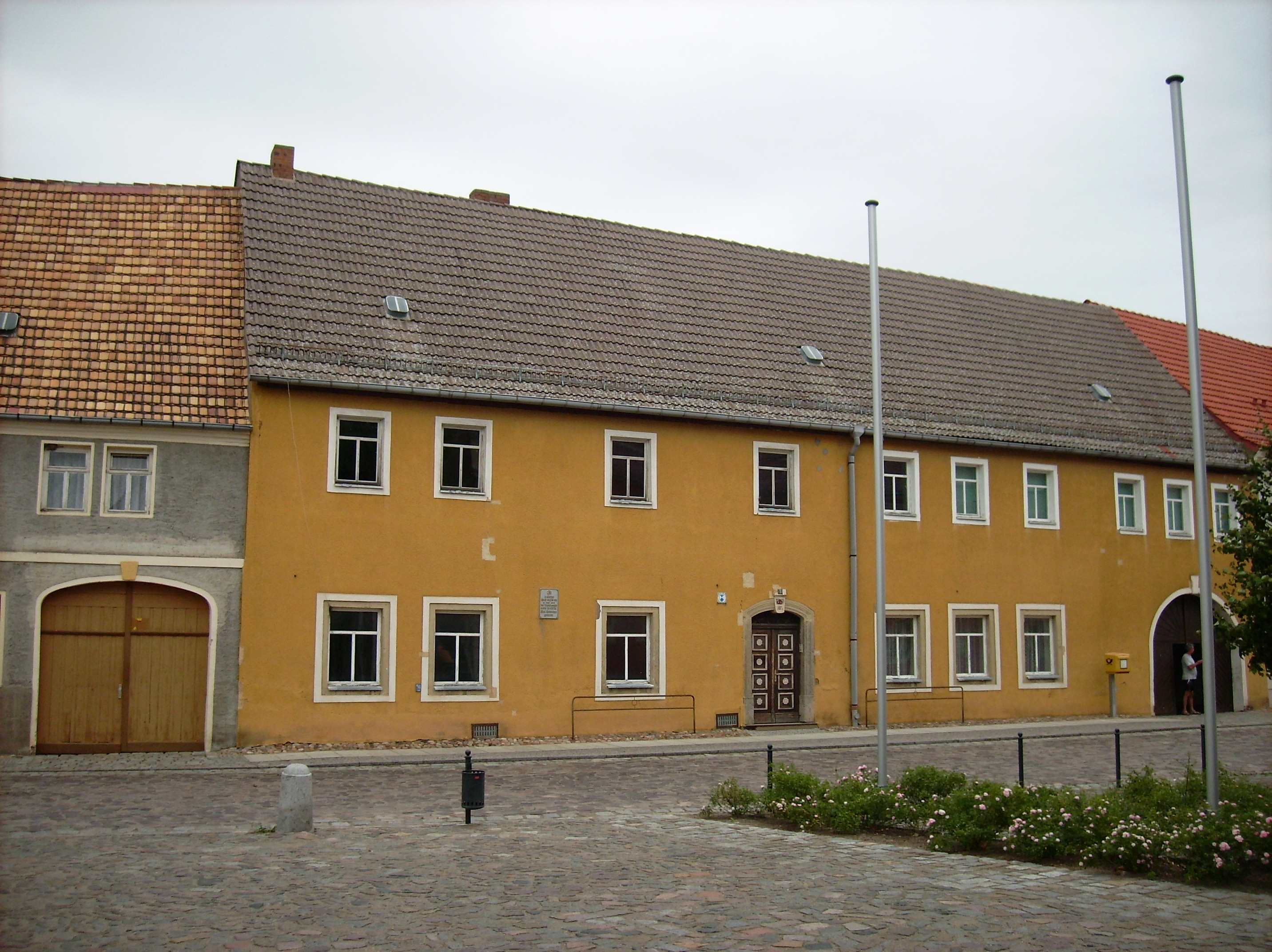
Maison natale de Hasemann à Mühlberg.

Wilhelm Hasemann, fils unique du mécanicien Wilhelm Hasemann, a étudié de 1856 à 1864 à l'école publique de sa ville natale, Mühlberg, dans le Brandebourg. Entre 1865 et 1867 il a travaillé dans l'atelier de son père. Il a été remarqué en 1866 avec son œuvre Verunglückte Schlittenpartie. Il a étudié à l'académie des arts de Berlin, à la Großherzoglich-Sächsische Kunstschule de Weimar et à l'académie des beaux-arts de Karlsruhe.
En 1888, il s'est rendu pour la première fois à Gutach, dans la Forêt-Noire, pour illustrer le roman de Berthold Auerbach Lorle, die Frau Professorin. Il a été engagé à la Großherzoglich-Sächsische Kunstschule de Weimar, où il a rencontré le peintre Curt Liebich (1868-1937), avec lequel il a fondé la colonie d'artistes de Gutach à la fin du siècle.

## Œuvre artistique

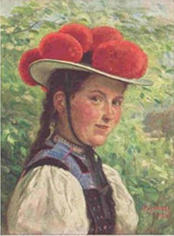
Femme de Gutach porteuse d'un Bollenhut (vers 1900).

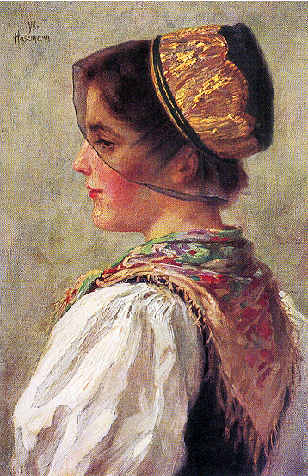
Die Mühlenbacherin.

Son œuvre comprend surtout des scènes rurales, dans des techniques variées. La découverte des costumes de Gutach et des fermes de la Forêt-Noire lui a fourni, comme aux autres peintres de Gutach, la plupart de ses motifs. Comme l'écrivain Heinrich Hansjakob (de), il a fait partie du mouvement de redécouverte du costume national du pays de Bade.
Ses œuvres ont été publiées dans des magazines et en cartes postales. Au tournant du XXe siècle, par exemple, son tableau Nach dem Kirchgang (après l'église) et sa paysanne porteuse d'un Bollenhut ont connu une large diffusion.

## Famille
Wilhelm Hasemann a épousé en 1889 à Gutach Luise Lichtenberg, originaire comme lui de Mühlberg. Son témoin était le peintre Curt Liebich (1868–1937), dont il avait fait la connaissance à Weimar. Son neveu le sculpteur et graphiste berlinois Arminius Hasemann (de)(1888–1979) a aussi été son élève.

## Prix et récompenses
Hasemann a été fait citoyen d'honneur de Gutach. Le Grand-Duc Frédéric Ier de Bade lui a décerné en 1898 le titre de « professeur ». Son nom a été donné à l'école primaire, au collège et au musée de Gutach, ainsi qu'à un refuge du sentier de randonnée Westweg (de) sur le Farrenkopf (de) entre Hausach et Schonach im Schwarzwald.